# Бізь (Татишлинський район)
Бізь (рос. Бизь, башк. Биҙ) — присілок у складі Татишлинського району Башкортостану, Росія. Входить до складу Аксаїтовської сільської ради.
Населення — 87 осіб (2010; 97 у 2002).
Національний склад:
- башкири — 96 %